# مارك لورانس (لاعب هوكي الجليد)
مارك لورانس هو لاعب هوكي الجليد كندي، ولد في 27 يناير 1972 في بيرلينجتون في كندا.

## وصلات خارجية
- مارك لورانس على موقع دوري الهوكي الوطني (الإنجليزية)
- مارك لورانس على موقع قاعة مشاهير الهوكي (لاعب أن.إتش.أل) (الإنجليزية)
- مارك لورانس على موقع EliteProspects.com (الإنجليزية)
- مارك لورانس على موقع HockeyDB.com (الإنجليزية)
- مارك لورانس على موقع Hockey-Reference.com (الإنجليزية)